# Matt McKay
Matthew McKay (ur. 11 stycznia 1983 w Brisbane, Queensland) – australijski piłkarz występujący na pozycji pomocnika w Rangers.

## Kariera klubowa
McKay jako junior grał w zespołach QAS oraz AIS. W 2001 roku trafił do Brisbane Strikers z NSL. W tych rozgrywkach zadebiutował 5 stycznia 2002 roku w przegranym 2:4 meczu z Perth Glory. 3 stycznia 2003 roku w zremisowanym 1:1 pojedynku z Wollongong Wolves strzelił pierwszego gola w NSL. W 2002 roku i w 2004 roku wywalczył z nim wicemistrzostwo NSL.
W 2004 roku McKay odszedł do ekipy Eastern Suburbs. W 2005 roku został graczem zespołu Queensland Roar grającego A-League. Pierwszy ligowy mecz zaliczył tam 28 sierpnia 2005 roku przeciwko New Zealand Knights (2:0). 4 listopada 2005 roku w wygranym 1:0 spotkaniu z Melbourne Victory zdobył pierwszą bramkę w A-League.
W 2006 roku McKay przebywał na wypożyczeniu w południowokoreańskim Incheon United, a w 2009 roku w chińskim Changchun Yatai. W tym samym roku Queensland Roar zmienił nazwę na Brisbane Roar. W 2008 roku oraz w 2009 roku wywalczył z klubem wicemistrzostwo A-League.

## Kariera reprezentacyjna
McKay jest byłym reprezentantem Australii U-20 oraz U-23. W seniorskiej kadrze Australii zadebiutował 16 sierpnia 2006 roku w wygranym 2:0 meczu eliminacji Pucharu Azji 2007 z Kuwejtem. Został powołany do kadry na Puchar Azji 2011.